# Isak Valtersen
Isak Valtersen – jeden z głównych bohaterów norweskiego serialu Wstyd (Skam), licealista uczęszczający do Hartvig Nissens Skole w Oslo, chłopiec zmagający się z samoakceptacją własnej homoseksualności. Isak Valtersen posiada swoje rzeczywiste konto internetowe na Facebooku i Instagramie. Zdjęcia i filmy, które się na nich znajdują, sugerują widzom, że postać istnieje naprawdę, a fikcja zamienia się w rzeczywistość.

## Charakterystyka postaci
Jako dziecko uczył się w szkole podstawowej Grefsen. Od 2015 r. kształci się w liceum Hartvig Nissens Skole w Oslo. Szkoła ta w znacznym stopniu związana jest z serialem, ponieważ bohaterowie do niej uczęszczają.
Chłopiec jest jedynakiem. Gdy ojciec opuszcza rodzinę i zostawia jego matkę, na swojej drodze w gejowskim barze Isak spotyka studenta Eskilda, geja. Tego wieczoru chłopiec był prawdopodobnie pijany i całkowicie załamany atmosferą panującą w rodzinie.
Isak postanawia nie wracać już do matki, więc Eskild zabiera go do swojego domu gdzie przedstawi się innym współlokatorom. W szkolnej grupie rówieśników, do której przystępuje każdy uczeń poznaje swojego najlepszego przyjaciela, o dwa lata starszego Evena. Chłopcy od tej pory będą razem, lecz Even ukrywa przed Isakiem informację o swojej chorobie. Do szkolnej paczki Isaka należą również, Magnus, Mahdi i Jonas. Chłopcy przyjmują taki model przyjaźni, w którym wszyscy się wspierają i martwią się o siebie nawzajem.
Sprawa coming-outu siedemnastolatka wydaje się w trakcie trwania trzeciego sezonu. Na szkolnym korytarzu wśród najbliższych znajomych, przed planowaną imprezą koleżeńską w mieszkaniu, które wynajmuje u Eskilda. Początkowo Isak nie chce wcale powiedzieć o swojej orientacji, ale ktoś mu w tym pomaga. Po tym osobistym doświadczeniu poprawiają się jego kontakty ze znajomymi w szkole. Informuje również ojca i matkę o wyborze Evena jako partnera.
Ujawnienie przed znajomymi orientacji seksualnej zaczyna służyć jako sposób do wyróżniania się i szybkiego wkupienia w szkolną społeczność. Jego pride level szybko zaczyna piąć się ku górze. Wśród szkolnego otoczenia rówieśników staje się cennym członkiem społeczności.
To głównie Tarjei podjął decyzję, że Henrik Holm zagra postać Evena, ponieważ z nim rozmawiał na przesłuchaniach i od razu mieli ze sobą dobry kontakt, wyznał w wywiadzie Henrik Holm.

## Odcinki z udziałem Isaka

### Sezon 1
| Nr | Tytuł oryginału                              | Premiera             |
| -- | -------------------------------------------- | -------------------- |
| 1  | Du ser ut som en slut                        | 25 września 2015     |
| 2  | Jonas, dette er helt dust                    | 2 października 2015  |
| 3  | Vi er de største loserne på skolen           | 9 października 2015  |
| 4  | Go for it din lille slut                     | 16 października 2015 |
| 5  | Hva er det som gjør deg kåt?                 | 23 października 2015 |
| 6  | Man vet når gutter lyver                     | 30 października 2015 |
| 7  | Tenker alltid det er meg det er noe gale med | 13 listopada 2015    |
| 8  | Hele skolen hater meg                        | 20 listopada 2015    |
| 9  | Man er det man gjør                          | 27 listopada 2015    |
| 10 | Jeg tenker du har blitt helt psyko           | 4 grudnia 2015       |
| 11 | Et jævlig dumt valg                          | 11 grudnia 2015      |

### Sezon 2
| Nr | Tytuł oryginału                            | Premiera         |
| -- | ------------------------------------------ | ---------------- |
| 1  | Om du bare hadde holdt det du lovet        | 4 marca 2016     |
| 2  | Du lyver til en venninne og skylder på meg | 11 marca 2016    |
| 3  | Er det noe du skjuler for oss?             | 18 marca 2016    |
| 5  | Jeg er i hvert fall ikke sjalu             | 1 kwietnia 2016  |
| 6  | Jeg vil ikke bli beskytta                  | 22 kwietnia 2016 |
| 7  | Noora, du trenger pikk                     | 29 kwietnia 2016 |
| 12 | Vil du flytte sammen med meg?              | 3 czerwca 2016   |

### Sezon 3
| Nr | Tytuł oryginału               | Premiera             |
| -- | ----------------------------- | -------------------- |
| 1  | Lykke til, Isak               | 7 października 2016  |
| 2  | Du er over 18, sant?          | 14 października 2016 |
| 3  | Nå bånder dere i overkant mye | 21 października 2016 |
| 4  | Keen på å bade                | 28 października 2016 |
| 5  | Samme tid et helt annet sted  | 4 listopada 2016     |
| 6  | Escobar season                | 18 listopada 2016    |
| 7  | Er du homo?                   | 25 listopada 2016    |
| 8  | Mannen i mitt liv             | 2 grudnia 2016       |
| 9  | Det går over                  | 9 grudnia 2016       |
| 10 | Minutt for minutt             | 16 grudnia 2016      |

### Sezon 4
| Nr | Tytuł oryginału               | Premiera         |
| -- | ----------------------------- | ---------------- |
| 1  | Du hater å henge med oss      | 14 kwietnia 2017 |
| 2  | Jeg er gutt, jeg får ikke hat | 21 kwietnia 2017 |
| 3  | Hva mener du om drikking?     | 28 kwietnia 2017 |
| 5  | Hvis du er trist er jeg trist | 12 maja 2017     |
| 6  | Har du en dårlig dag?         | 26 maja 2017     |
| 7  | Vi må stå sammen              | 2 czerwca 2017   |
| 8  | De største loserne på skolen  | 9 czerwca 2017   |
| 10 | Takk for alt                  | 24 czerwca 2017  |

## Ciekawostki
W sequelach dostępnych od 2017 roku w oddzielnej edycji niemieckiej, włoskiej i francuskiej, odtwórcami głównej postaci z norweskiej wersji  zostali Michelangelo Fortuzzi jako Matteo (Druck, Niemcy), Federico Cesari jako Martino Rametta (Skam Italia), Axel Auriant jako Lucas(Skam France/Belgique) oraz Willem Herbots jako Robbe IJzermans (wtFOCK).